# Unterseeboot UC-18
Pour les autres navires du même nom, voir Unterseeboot 18.
L'Unterseeboot UC-18 est un sous-marin (U-Boot) mouilleur de mines allemand de type UC II utilisé par la Kaiserliche Marine pendant la Première Guerre mondiale. Le U-boot a été commandé le 29 août 1915 et lancé le 4 mars 1916. Il a été mis en service dans la marine impériale allemande le 15 août 1916 sous le nom de UC-18. En 6 patrouilles, l'UC-18 a coulé 34 navires, soit par ses torpilles, soit par les mines qu’il a posées. L'UC-18 a été coulé le 19 février 1917 par le navire britannique HMS Lady Olive.

## Conception
Comme tous les sous-marins allemands de type UC II antérieurs à l’UC-25, l'UC-18 avait un déplacement de 417 tonnes en surface et de 493 tonnes en plongée. Il avait une longueur hors tout de 49,35 m, un maître-bau de 5,20 m et un tirant d'eau de 3,65 m. Le sous-marin était propulsé par deux moteurs diesel 6 cylindres à quatre temps produisant chacun 250 ch (180 kW), soit un total de 500 ch (370 kW), et par deux moteurs électriques produisant 460 ch (340 kW), actionnant deux arbres d'hélice.
Le sous-marin avait une vitesse maximale de 11,6 nœuds (20,5 km/h) en surface et de 7 nœuds (13 km/h) en immersion. Son autonomie était de 9430 milles marins (17460 km) à 7 nœuds (13 km/h) en surface, et de 55 milles marins (102 km) à 4 nœuds (7,4 km/h) en immersion. Il lui fallait 35 secondes pour plonger, et il était capable d’opérer à une profondeur maximale de 50 mètres.
L'UC-18 était équipé de trois tubes lance-torpilles de 500 mm, un à l’arrière et deux à l’avant, avec sept torpilles, et d’un canon de pont de 8,8 cm SK L/30. Mais son arme principale était ses six puits de mine de 1000 mm portant dix-huit mines UC 200. Son effectif était de vingt-six membres d’équipage.

## Affectations
- Flottilles  des Flandres : du 19 octobre 1916 au 19 février 1917

## Commandants
- Oberleutnant zur See Wilhelm Kiel : du 15 août 1916 au 19 février 1917

## Navires coulés
| Date             | Nom                  | Nationalité    | Tonnage | Destin    |
| ---------------- | -------------------- | -------------- | ------- | --------- |
| 3 novembre 1916  | HMT Glenprosen       | Royal Navy     | 224     | Coulé     |
| 5 novembre 1916  | HMT Cantatrice       | Royal Navy     | 302     | Coulé     |
| 9 novembre 1916  | HMS Fair Maid        | Royal Navy     | 432     | Coulé     |
| 9 novembre 1916  | Marga                | United Kingdom | 674     | Coulé     |
| 10 novembre 1916 | H.m.w.               | United Kingdom | 93      | Coulé     |
| 13 novembre 1916 | Lilloise             | France         | 165     | Coulé     |
| 15 novembre 1916 | Lake Michigan        | United Kingdom | 9288    | Endommagé |
| 16 novembre 1916 | Trevarrack           | United Kingdom | 4199    | Coulé     |
| 11 décembre 1916 | Inger                | Danemark       | 786     | Coulé     |
| 14 décembre 1916 | Glencoe              | United Kingdom | 2560    | Coulé     |
| 14 décembre 1916 | Leca                 | Portugal       | 1911    | Coulé     |
| 15 décembre 1916 | Rogn                 | Norvège        | 1028    | Coulé     |
| 17 décembre 1916 | Cascais              | Portugal       | 835     | Coulé     |
| 17 décembre 1916 | Immaculée Conception | France         | 246     | Coulé     |
| 17 décembre 1916 | Prima                | Norvège        | 1233    | Coulé     |
| 17 décembre 1916 | Prosper Léon         | France         | 42      | Coulé     |
| 17 décembre 1916 | Saint Yves           | France         | 325     | Coulé     |
| 18 décembre 1916 | Kansan               | United States  | 7913    | Endommagé |
| 22 décembre 1916 | Amedée               | France         | 130     | Coulé     |
| 22 décembre 1916 | Dansborg             | Danemark       | 2242    | Coulé     |
| 22 décembre 1916 | Hroptatyr            | Danemark       | 1300    | Coulé     |
| 12 janvier 1917  | Saint Michel         | France         | 419     | Coulé     |
| 13 janvier 1917  | Toftwood             | United Kingdom | 3082    | Coulé     |
| 14 janvier 1917  | Martin               | United Kingdom | 1904    | Coulé     |
| 15 janvier 1917  | Bernadette           | France         | 128     | Coulé     |
| 15 janvier 1917  | Otto                 | Norvège        | 401     | Coulé     |
| 16 janvier 1917  | City of Tampico      | Norvège        | 1513    | Coulé     |
| 17 janvier 1917  | Jeune France         | France         | 126     | Coulé     |
| 17 janvier 1917  | Valle                | Espagne        | 2365    | Coulé     |
| 18 janvier 1917  | Louis Joseph         | France         | 197     | Coulé     |
| 18 janvier 1917  | Louise               | France         | 101     | Coulé     |
| 19 janvier 1917  | Klampenborg          | Danemark       | 1785    | Coulé     |
| 19 janvier 1917  | Parahyba             | Uruguay        | 2606    | Coulé     |
| 20 janvier 1917  | Phoebe               | France         | 3956    | Endommagé |
| 22 janvier 1917  | Aurelie              | France         | 89      | Coulé     |
| 18 février 1917  | Netherton            | United Kingdom | 199     | Coulé     |
| 19 février 1917  | HMS Lady Olive       | Royal Navy     | 701     | Coulé     |